# 田中克樹
田中 克樹（たなか よしき）は、日本の漫画家。

## 人物
東京都足立区出身。
小学生の頃から漫画家を目指し、大学卒業の頃『週刊コミックバンチ』（新潮社）を読んで持ち込み、月例賞受賞をきっかけに、原哲夫など様々な漫画家のアシスタントを経験して、『週刊少年チャンピオン』（秋田書店）でデビュー。
2016年6月から武蔵野市吉祥寺にて、イラスト×シナリオの創作スタジオ『株式会社CROSTA（クロスタ）』の代表に着任。
会社運営と執筆活動を行っている。

## 作品リスト

### 漫画作品

#### 連載
- シノブグサ〜柑子忍形由緒〜（原作：爲我井徹、『コミックガム』連載）
- Valkyrja -ヴァルキュリア-（原作：爲我井徹、『コミックフラッパー』連載）
- 伊達の鬼 軍師 片倉小十郎（『週刊コミックバンチ』連載）
  - バリエンテス 伊達の鬼 片倉小十郎（『月刊コミックゼノン』創刊号[2] - ）
- 超推脳KEI（原作：五味一男、シナリオ：水野光博・龍田力、『週刊少年サンデー』2013年17号[3] - 2014年31号）
- 瘴気のガスマスカレイド（原作：水城水城、『月刊コミックゼノン』2016年12月号[4] - 2018年2月号）
- インゴシマ（『マンガボックス』[5]2018年2月12日 - 連載中）
- カムゴロシ（『マンガボックス』[6]2020年12月20日 - 連載中）

#### 読み切り
- ラーメン侍-初代熱風録-（プロデュース：北条司、原作：香月均史、『月刊コミックゼノン』2012年10月号[7]・11月号）

### 書籍
- 『シノブグサ〜柑子忍形由緒〜』、原作：爲我井徹、ワニブックス〈ガムコミックス〉2008年 - 2009年、全3巻
- 『Valkyrja -ヴァルキュリア-』、原作：爲我井徹、メディアファクトリー〈MFコミックス フラッパーシリーズ〉2009年 - 2010年、全2巻
- 『伊達の鬼 軍師 片倉小十郎』、新潮社〈BUNCH COMICS〉2009年 - 2010年、全5巻
- 『バリエンテス 伊達の鬼 片倉小十郎』、ノース・スターズ・ピクチャーズ〈ゼノンコミックス〉2011年 - 2012年、全3巻
- 『超推脳KEI』、原作：五味一男、シナリオ：水野光博・龍田力、小学館〈少年サンデーコミックス〉2013年 - 2014年、全7巻
- 『瘴気のガスマスカレイド』、原作：水城水城、ノース・スターズ・ピクチャーズ〈ゼノンコミックス〉2017年 - 2018年、全3巻
- 『インゴシマ』、ワニブックス〈ガムコミックスプラス〉2018年 - 、既刊20巻（2025年6月25日現在）
- 『カムゴロシ』、ワニブックス〈ガムコミックスプラス〉2022年 - 、既刊8巻（2024年10月25日現在）

### その他
- 戦国大戦-1582 日輪、本能寺より出ずる-（トレーディングアーケードカードゲーム）片倉小十郎のイラスト[8]
- 『名探偵コナン』連載20周年記念「コナン展」（2014年4月）連載20周年記念お祝いメッセージ[9]
- 熊本国際漫画祭〜世界中から“笑顔”が一番集まる日〜（熊本・鶴屋百貨店、2017年4月15日 - 4月16日[10]）サイン色紙寄稿

## 関連人物
原哲夫
師匠。